# 三輪悟
三輪 悟（みわ さとる、1945年9月18日 - 2021年8月23日）は、新潟県新潟市（現・同市中央区）出身のプロ野球選手（投手）。

## 経歴
新潟市工では3年次の1963年、エースとして夏の甲子園県予選準決勝に進むが、北越商にコールド負けを喫した。卒業後の1964年に新潟市水道局へ入局し、軟式野球部でプレーを続けた。同年の新潟地震では被災した水道施設の復旧に奔走した経験を持ち、その後は地元金融業の東光商事にスカウトされ、同野球部で硬式に再転向。更にその後は電電信越に移籍し、1969年の都市対抗に三協精機の補強選手として出場。1回戦でエース神部年男を擁する前年の優勝チーム富士製鐵広畑と対戦し、池島和彦をリリーフして登板するが惜敗した。同年のドラフト2位で西鉄ライオンズに指名され、1970年に入団。
1年目の1970年は4月中はビハインド時での登板が主であったが、チームが黒い霧事件の影響で主力級投手を失う事態に陥ったこともあって、5月から先発陣に入る。3敗後の同29日の南海戦（大阪）で初勝利を挙げてから前半戦5勝7敗をマークし、チームでただ一人同年のオールスターゲームに監督推薦で出場。7月21日の第3戦（広島市民）に登板。後半戦は打線の援護と噛み合わず、2勝7敗と黒星が多くなった。結局は開幕から先発・リリーフとフル回転を続けたことで投球回数は200回を超え、45試合に登板して7勝14敗、リーグ7位の防御率2.91を記録。なお、後に通算251勝をマークする東尾修は同年5月16日の東映戦（平和台）でプロ初勝利を挙げたが、この試合にもクローザーとして登板している。チーム別では南海戦で3勝0敗、防御率1.67と相性が良かった。
三輪は以後、西鉄から太平洋クラブへと変わるライオンズの低迷期を屋台骨として支え続けた。オーバースローから球威があるわけではないが、ピッチングはいたって大胆かつ繊細なものであった。内角をえぐった後に外角へ変化球、また、その逆と細かいところを見せ、ストレート、シュート、スライダー、カーブに独特の味を見せる。
1975年に西沢正次、松林茂とのトレードで米山哲夫と共に広島東洋カープへ移籍。同年はビハインド場面での登板が主な役割となり、黙々と投げ続け、終盤には22回2/3イニング連続無失点のピッチングで、球団史上初のリーグ優勝に貢献。移籍後は全てリリーフで登板し、1980年限りで現役を引退。
引退後は広島でスコアラー、マネージャー、広報部などを歴任。後年の役職は「広報担当部長兼一軍チーフマネージャー」で、シーズン中はチームに帯同し、試合中にはベンチ裏に待機し取材対応などの仕事を行っていたが、フロント陣の世代交代や、広島県外のマスコミやスポーツライターの一部から取材対応に対する批判が出たことを考慮し、後進に譲る意向を固め、2004年末を以って依願退職。
退団時には東北楽天ゴールデンイーグルスからフロント入りのオファーがあった。同年秋に発足したばかりの楽天はゼネラルマネージャーにマーティ・キーナートを招聘（翌4月、成績不振のため球団アドバイザーに降格）、キーナートと三輪は太平洋時代から約30年近く親交があったことから、広島での経験が豊富な三輪にオファーを掛けたものの、三輪は退職後は故郷にUターンする意思を早い段階で固めていた為この誘いを固辞し、予定通り新潟に帰郷。地元の特定非営利活動法人「新潟野球人」に参加し、少年野球の指導などを行っていた。
また、2009年から2013年まで新潟日報プロ野球アドバイザーを務め、2015年には新潟日報事業社から自叙伝「マウンド人生～絆つむいで」を出版した。
2021年8月23日、白血病により死去。告別式は親近者により行われた。

## エピソード
- 1975年の終盤、優勝争い真っ只中の9月26日と27日に新潟市営鳥屋野野球場でヤクルト戦が開催され、地元入りしたが、2日間ともに三輪の登板機会は無かった。同球場は設備が不充分で、控室も狭く使い勝手が悪かった。業を煮やした選手達から、三輪は口々に嘆息されたという。引退後にマネージャーとなってからも新潟県内で試合があるたびに、三輪は毎回のように選手・コーチから施設に対する不満をこぼされていたという。
- 江夏豊が広島に在籍していた頃、江夏は三輪を「悟ちゃん」と呼び、兄のように慕っていた。三輪は2009年6月に竣工した新潟県立野球場で7月7日・8日に予定されている阪神2連戦の始球式のオファーを江夏に出した[5]。三輪から直々のオファーを受けると「悟ちゃんが頼むんなら、断るわけにはいかん」と二つ返事で快諾。8日、同11回戦の試合前に広島のユニフォーム姿で始球式に臨み、観客から喝采を浴びた。なお江夏は、現役時代に三輪と初めて顔を合わせた時の印象について、後に「腰が低いので年下かと思っていたら、3つ年上だと聞いてびっくりした」と語っている。

## 詳細情報

### 年度別投手成績
| 年 度      | 球 団       | 登 板 | 先 発 | 完 投 | 完 封 | 無 四 球 | 勝 利 | 敗 戦 | セ 丨 ブ | ホ 丨 ル ド | 勝 率 | 打 者 | 投 球 回 | 被 安 打 | 被 本 塁 打 | 与 四 球 | 敬 遠 | 与 死 球 | 奪 三 振 | 暴 投 | ボ 丨 ク | 失 点 | 自 責 点 | 防 御 率 | W H I P |
| ---------- | ----------- | ----- | ----- | ----- | ----- | -------- | ----- | ----- | -------- | ----------- | ----- | ----- | -------- | -------- | ----------- | -------- | ----- | -------- | -------- | ----- | -------- | ----- | -------- | -------- | ------- |
| 1970       | 西鉄 太平洋 | 45    | 30    | 5     | 2     | 0        | 7     | 14    | --       | --          | .333  | 938   | 225.2    | 207      | 22          | 87       | 4     | 9        | 87       | 4     | 0        | 80    | 73       | 2.91     | 1.30    |
| 1971       | 西鉄 太平洋 | 39    | 14    | 1     | 0     | 0        | 4     | 10    | --       | --          | .286  | 531   | 122.1    | 114      | 15          | 50       | 0     | 7        | 66       | 3     | 0        | 62    | 57       | 4.20     | 1.34    |
| 1972       | 西鉄 太平洋 | 28    | 3     | 0     | 0     | 0        | 2     | 5     | --       | --          | .286  | 302   | 67.1     | 68       | 4           | 37       | 3     | 5        | 44       | 1     | 0        | 45    | 34       | 4.57     | 1.56    |
| 1973       | 西鉄 太平洋 | 25    | 7     | 0     | 0     | 0        | 0     | 4     | --       | --          | .000  | 291   | 69.1     | 66       | 14          | 23       | 0     | 1        | 33       | 2     | 1        | 36    | 35       | 4.57     | 1.28    |
| 1974       | 西鉄 太平洋 | 26    | 1     | 0     | 0     | 0        | 1     | 2     | 0        | --          | .333  | 259   | 65.1     | 47       | 1           | 19       | 0     | 2        | 32       | 0     | 0        | 20    | 18       | 2.49     | 1.01    |
| 1975       | 広島        | 22    | 0     | 0     | 0     | 0        | 0     | 1     | 0        | --          | .000  | 125   | 32.1     | 22       | 2           | 10       | 0     | 2        | 13       | 0     | 0        | 7     | 7        | 1.97     | 0.99    |
| 1976       | 広島        | 33    | 0     | 0     | 0     | 0        | 3     | 0     | 0        | --          | 1.000 | 251   | 61.1     | 68       | 8           | 12       | 0     | 3        | 22       | 0     | 0        | 25    | 20       | 2.95     | 1.30    |
| 1977       | 広島        | 34    | 0     | 0     | 0     | 0        | 0     | 1     | 2        | --          | .000  | 227   | 52.2     | 49       | 11          | 19       | 2     | 4        | 27       | 2     | 0        | 25    | 25       | 4.25     | 1.29    |
| 1978       | 広島        | 42    | 0     | 0     | 0     | 0        | 0     | 3     | 0        | --          | .000  | 205   | 47.1     | 41       | 5           | 23       | 3     | 4        | 22       | 0     | 1        | 22    | 20       | 3.83     | 1.35    |
| 1979       | 広島        | 26    | 0     | 0     | 0     | 0        | 0     | 0     | 0        | --          | ----  | 128   | 31.2     | 25       | 2           | 11       | 0     | 0        | 17       | 0     | 0        | 14    | 12       | 3.38     | 1.14    |
| 1980       | 広島        | 15    | 0     | 0     | 0     | 0        | 0     | 0     | 0        | --          | ----  | 69    | 17.0     | 15       | 1           | 6        | 0     | 0        | 9        | 0     | 0        | 5     | 5        | 2.65     | 1.24    |
| 通算：11年 | 通算：11年  | 335   | 55    | 6     | 2     | 0        | 17    | 40    | 2        | --          | .298  | 3326  | 792.1    | 722      | 85          | 297      | 12    | 37       | 372      | 12    | 2        | 341   | 306      | 3.48     | 1.29    |

- 西鉄（西鉄ライオンズ）は、1973年に太平洋（太平洋クラブライオンズ）に球団名を変更

### 記録
- 初登板：1970年4月12日、対東映フライヤーズ2回戦（小倉球場）、3回表から2番手で救援登板、3回2失点
- 初勝利・初先発勝利：1970年5月29日、対南海ホークス2回戦（大阪球場）、8回無失点
- オールスターゲーム出場：1回 （1970年）

### 背番号
- 16 （1970年 - 1980年）